# Redcliff (Alberta)
Redcliff è una località (town) del Canada, situata nella provincia dell'Alberta, nella divisione No. 1.